# CONCACAF Champions League 2012/13
De CONCACAF Champions League 2012-13 was de vijfde editie zijn van de CONCACAF Champions League. Het is de Noord-Amerikaanse tegenhanger van de Europese Champions League. Het toernooi begon in juli 2012 en duurde tot en met 1 mei 2013. De winnaar plaatst zich automatisch voor het Wereldkampioenschap voetbal voor clubs in 2013. Het was de Mexicaanse club CF Monterrey die voor het derde jaar op rij de Champions League won.

## Opzet
Op 12 januari 2012 maakte de CONCACAF bekend dat het toernooi onder een ander formaat wordt gespeeld in tegenstelling tot voorgaande toernooien. De voorronde werd opgeheven en alle 24 teams werden in de groepsfase beginnen. Voor loting voor de groepsfase werden de teams verdeeld in drie potten, op basis van hun prestaties in de landelijke competitie. Teams uit hetzelfde land (met uitzondering van "wildcard"-teams, die een team uit een ander land vervangen) kunnen elkaar niet treffen. Elke groep zal gegarandeerd een team bevatten uit de Verenigde Staten of Mexico. Zodoende kunnen de teams uit Mexico en de Verenigde Staten elkaar niet treffen in de groepsfase. In de groepsfase spelen de teams twee wedstrijden tegen elkaar. De groepswinnaars plaatsen zich voor de kwartfinales.
| Pot A         | Pot A         | Pot A              | Pot A                 |
| ------------- | ------------- | ------------------ | --------------------- |
| Club Tigres   | Santos Laguna | Los Angeles Galaxy | Seattle Sounders      |
| Herediano     | CD Olimpia    | Club Xelajú        | Chorrillo FC          |
| Pot B         |               |                    |                       |
| Chivas        | CF Monterrey  | Houston Dynamo     | Real Salt Lake        |
| Alajuelense   | Club Marathón | AD Isidro Metapán  | Toronto FC            |
| Pot C         |               |                    |                       |
| CSD Municipal | Tauro FC      | CD Águila          | Real Estelí           |
| CD FAS        | W Connection  | Caledonia AIA      | Puerto Rico Islanders |

## Programma
De data werden bekendgemaakt door de CONCACAF.
| Ronde         | Ronde        | Loting                     | Heenduel                  | Return                    |
| ------------- | ------------ | -------------------------- | ------------------------- | ------------------------- |
| Groepsfase    | Speeldag 1   | 5 juni 2012 (New York, VS) | 31 juli - 2 augustus 2012 | 31 juli - 2 augustus 2012 |
| Groepsfase    | Speeldag 2   | 5 juni 2012 (New York, VS) | 21-23 augustus 2012       | 21-23 augustus 2012       |
| Groepsfase    | Speeldag 3   | 5 juni 2012 (New York, VS) | 28-30 augustus 2012       | 28-30 augustus 2012       |
| Groepsfase    | Speeldag 4   | 5 juni 2012 (New York, VS) | 18-20 september 2012      | 18-20 september 2012      |
| Groepsfase    | Speeldag 5   | 5 juni 2012 (New York, VS) | 25-27 september 2012      | 25-27 september 2012      |
| Groepsfase    | Speeldag 6   | 5 juni 2012 (New York, VS) | 23-25 oktober 2012        | 23-25 oktober 2012        |
| Knock-outfase | Kwartfinale  | 5 juni 2012 (New York, VS) | 5-7 maart 2013            | 12-14 maart 2013          |
| Knock-outfase | Halve finale | 5 juni 2012 (New York, VS) | 2-4 april 2013            | 9-11 april 2013           |
| Knock-outfase | Finale       | 5 juni 2012 (New York, VS) | 24 april 2013             | 1 mei 2013                |

## Groepsfase
De loting voor de groepsfase vond plaats op woensdag 5 juni in het hoofdkwartier van de CONCACAF te New York. De 24 teams zijn verdeeld over 8 groepen van 3 teams waarvan de acht groepswinnaars zich plaatsen voor de kwartfinales.
Speeldata
- Speeldag 1: 31 juli - 2 augustus 2012
- Speeldag 2: 21-23 augustus 2012
- Speeldag 3: 28-30 augustus 2012
- Speeldag 4: 18-20 september 2011
- Speeldag 5: 25-27 september 2012
- Speeldag 6: 23-25 oktober 2012

| Betekenis van de kleur in de groepstabel |
| ---------------------------------------- |
| Groepswinnaars naar kwartfinales         |

Gsp = aantal wedstrijden, W = winst, G = gelijk, V = verlies, Pnt. = punten, DV/DT = doelpunten voor/tegen

### Groep 1
| Team          | Gsp | G | G | V | DV | DT | DS  | Pnt |
| ------------- | --- | - | - | - | -- | -- | --- | --- |
| Santos Laguna | 4   | 4 | 0 | 0 | 13 | 1  | +12 | 12  |
| Toronto FC    | 4   | 2 | 0 | 2 | 9  | 5  | +4  | 6   |
| Águila        | 4   | 0 | 0 | 4 | 1  | 17 | −16 | 0   |

### Groep 2
| Team           | Gsp | G | G | V | DV | DT | DS | Pnt |
| -------------- | --- | - | - | - | -- | -- | -- | --- |
| Herediano      | 4   | 3 | 1 | 0 | 4  | 1  | +3 | 10  |
| Real Salt Lake | 4   | 2 | 1 | 1 | 3  | 1  | +2 | 7   |
| Tauro          | 4   | 0 | 0 | 4 | 1  | 6  | −5 | 0   |

### Groep 3
| Team           | Gsp | G | G | V | DV | DT | DS | Pnt |
| -------------- | --- | - | - | - | -- | -- | -- | --- |
| Houston Dynamo | 4   | 2 | 2 | 0 | 9  | 3  | +6 | 8   |
| Olimpia        | 4   | 1 | 2 | 1 | 6  | 4  | +2 | 5   |
| FAS            | 4   | 1 | 0 | 3 | 3  | 11 | −8 | 3   |

### Groep 4
| Team                | Gsp | G | G | V | DV | DT | DS | Pnt |
| ------------------- | --- | - | - | - | -- | -- | -- | --- |
| Seattle Sounders FC | 4   | 4 | 0 | 0 | 12 | 5  | +7 | 12  |
| Marathón            | 4   | 1 | 1 | 2 | 5  | 7  | −2 | 4   |
| Caledonia AIA       | 4   | 0 | 1 | 3 | 3  | 8  | −5 | 1   |

### Groep 5
| Team                  | Gsp | G | G | V | DV | DT | DS | Pnt |
| --------------------- | --- | - | - | - | -- | -- | -- | --- |
| Los Angeles Galaxy    | 4   | 3 | 1 | 0 | 12 | 4  | +8 | 10  |
| Puerto Rico Islanders | 4   | 1 | 1 | 2 | 4  | 7  | −3 | 4   |
| Isidro Metapán        | 4   | 1 | 0 | 3 | 7  | 12 | −5 | 3   |

### Groep 6
| Team        | Gsp | G | G | V | DV | DT | DS | Pnt |
| ----------- | --- | - | - | - | -- | -- | -- | --- |
| UANL        | 4   | 2 | 2 | 0 | 12 | 3  | +9 | 8   |
| Alajuelense | 4   | 2 | 1 | 1 | 4  | 7  | −3 | 7   |
| Real Estelí | 4   | 0 | 1 | 3 | 1  | 7  | −6 | 1   |

### Groep 7
| Team      | Gsp | G | G | V | DV | DT | DS  | Pnt |
| --------- | --- | - | - | - | -- | -- | --- | --- |
| Monterrey | 4   | 4 | 0 | 0 | 15 | 0  | +15 | 12  |
| Municipal | 4   | 2 | 0 | 2 | 4  | 6  | −2  | 6   |
| Chorrillo | 4   | 0 | 0 | 4 | 2  | 15 | −13 | 0   |

### Groep 8
| Team         | Gsp | G | G | V | DV | DT | DS | Pnt |
| ------------ | --- | - | - | - | -- | -- | -- | --- |
| Xelajú       | 4   | 2 | 1 | 1 | 7  | 6  | +1 | 7   |
| Guadalajara  | 4   | 2 | 1 | 1 | 7  | 3  | +4 | 7   |
| W Connection | 4   | 0 | 2 | 2 | 5  | 10 | −5 | 2   |

## Knock-outfase

### Plaatsing
De acht gekwalificeerde teams voor de kwartfinales worden gerangschikt op positie door hun prestaties in de groepsfase.
| Seed | Team                | AW | W | G | V | DV | DT | DS  | Ptn |
| ---- | ------------------- | -- | - | - | - | -- | -- | --- | --- |
| 1    | Monterrey           | 4  | 4 | 0 | 0 | 15 | 0  | +15 | 12  |
| 2    | Santos Laguna       | 4  | 4 | 0 | 0 | 13 | 1  | +12 | 12  |
| 3    | Seattle Sounders FC | 4  | 4 | 0 | 0 | 12 | 5  | +7  | 12  |
| 4    | Los Angeles Galaxy  | 4  | 3 | 1 | 0 | 12 | 4  | +8  | 10  |
| 5    | Herediano           | 4  | 3 | 1 | 0 | 4  | 1  | +3  | 10  |
| 6    | UANL                | 4  | 2 | 2 | 0 | 12 | 3  | +9  | 8   |
| 7    | Houston Dynamo      | 4  | 2 | 2 | 0 | 9  | 3  | +6  | 8   |
| 8    | Xelajú              | 4  | 2 | 1 | 1 | 7  | 6  | +1  | 7   |

### Kwartfinales
De wedstrijden werden gespeeld van 5 maart tot 7 maart 2013 en de returns van 12 maart tot 14 maart 2013.
| Team 1         | Tot. | Team 2              | 1e wedstr. | 2e wedstr. |
| -------------- | ---- | ------------------- | ---------- | ---------- |
| Xelajú         | 2-4  | Monterrey           | 1-3        | 1-1        |
| Houston Dynamo | 1-3  | Santos Laguna       | 1-0        | 0-3        |
| UANL           | 2-3  | Seattle Sounders FC | 1-0        | 1-3        |
| Herediano      | 1-4  | Los Angeles Galaxy  | 0-0        | 1-4        |

### Halve finales
| Team 1              | Tot. | Team 2        | 1e wedstr. | 2e wedstr. |
| ------------------- | ---- | ------------- | ---------- | ---------- |
| Los Angeles Galaxy  | 1-3  | Monterrey     | 1-2        | 0-1        |
| Seattle Sounders FC | 1-2  | Santos Laguna | 0-1        | 1-1        |

### Finale
| Team 1        | Tot. | Team 2    | 1e wedstr. | 2e wedstr. |
| ------------- | ---- | --------- | ---------- | ---------- |
| Santos Laguna | 2-4  | Monterrey | 0-0        | 2-4        |